# Hiszpańscy posłowie do Parlamentu Europejskiego 1989–1994
Hiszpańscy posłowie III kadencji do Parlamentu Europejskiego zostali wybrani w wyborach przeprowadzonych 15 czerwca 1989.

## Lista posłów
Wybrani z listy PSOE
- José Álvarez de Paz
- Víctor Manuel Arbeloa
- Enrique Barón Crespo
- Pedro Bofill Abeilhe
- Carlos María Bru
- Jesús Cabezón
- Juan José de la Cámara Martínez
- Eusebio Cano Pinto
- Juan Luis Colino Salamanca
- Joan Colom i Naval
- Carmen Díez de Rivera
- José Manuel Duarte Cendán, poseł do PE od 10 września 1990
- Bárbara Dührkop Dührkop
- Ludivina García
- María Izquierdo Rojo
- Manuel Medina Ortega
- Ana Miranda de Lage
- Fernando Morán López
- José Enrique Pons Grau
- Juan de Dios Ramírez Heredia
- Xavier Rubert de Ventós
- Francisco Javier Sanz Fernández
- Enrique Sapena
- Mateo Sierra Bardají
- Anna Terrón i Cusí, poseł do PE od 18 stycznia 1994
- José Vázquez Fouz
- Josep Verde

Wybrani z listy Partii Ludowej
- Javier Areitio Toledo, poseł do PE od 13 lipca 1990
- Miguel Arias Cañete
- Gerardo Fernández Albor
- Manuel García Amigo
- José María Gil-Robles
- José María Lafuente López, poseł do PE od 18 października 1991
- Carmen Llorca
- Íñigo Méndez de Vigo, poseł do PE od 19 października 1992
- Antonio Navarro
- José Javier Pomés Ruiz, poseł do PE od 30 czerwca 1993
- Carlos Robles Piquer
- Domingo Romera
- Joaquín Sisó Cruellas
- Fernando Suárez González
- José Valverde López

Wybrani z listy Centrum Demokratycznego i Społecznego
- Rafael Calvo Ortega
- José Antonio Escudero, poseł do PE od 22 listopada 1989
- Raúl Morodo Leoncio
- Eduard Punset
- Guadalupe Ruiz-Giménez

Wybrani z listy Zjednoczonej Lewicy
- Teresa Domingo Segarra
- Laura González Álvarez, poseł do PE od 12 stycznia 1993
- Antoni Gutiérrez
- Alonso Puerta

Wybrani z listy Konwergencja i Jedność
- Concepció Ferrer (UDC)
- Carles-Alfred Gasòliba (CDC)

Wybrani z listy Agrupación Ruiz-Mateos
- Carlos Perreau De Pinninck
- José María Ruiz-Mateos

Wybrany z listy Koalicji Nacjonalistycznej
- José Domingo Posada, poseł do PE od 5 września 1993

Wybrany z listy Partii Andaluzyjskiej
- Diego de los Santos, poseł do PE od 30 lipca 1990

Wybrany z listy Izquierda de los Pueblos
- Juan María Bandrés Molet (EE)

Wybrany z listy Herri Batasuna
- Karmelo Landa, od 6 września 1990

Wybrany z listy O Europę Narodów
- Heribert Barrera (ERC), poseł do PE od 21 marca 1991

Byli posłowie III kadencji do PE
- José Ramón Caso (CDS), do 16 listopada 1989
- Pío Cabanillas (PP), do 10 października 1991, zgon
- Arturo Escuder (PP), do 8 października 1992, zgon
- Jon Gangoiti (Koalicja Nacjonalistyczna, PNV), do 7 lipca 1992
- Carlos Garaikoetxea (O Europę Narodów, EA), do 14 marca 1991
- Txema Montero (Herri Batasuna), do 1 września 1990
- Francisco Oliva García (PSOE), do 28 lipca 1990
- Marcelino Oreja Aguirre (PP), do 28 czerwca 1993
- Leopoldo Ortiz Climent (PP), do 29 czerwca 1993
- Pedro Pacheco (PA), do 18 lipca 1990
- Fernando Pérez Royo (IU), do 29 grudnia 1992
- Luis Planas (PSOE), do 28 grudnia 1993
- Isidoro Sánchez (Koalicja Nacjonalistyczna, AIC), do 8 lipca 1992 do 14 lipca 1993